# Partia Liberalno-Demokratyczna (Białoruś)
Partia Liberalno-Demokratyczna (biał. Лібэральна-дэмакратычная партыя, ros. Либерально-демократическая партия, Libieralno-diemokraticzeskaja partija) – partia polityczna na Białorusi. Zdaniem białoruskiego historyka Ihara Lalkoua, partia ta jest, obok Komunistycznej Partii Białorusi, jednym z dwóch ugrupowań proprezydenckich, które posiada faktycznie działające i aktywne struktury. Jej przewodniczącym jest Siarhiej Hajdukiewicz, a organem kierowniczym – Wyższa Rada.

## Program
Deklarowanym celem partii jest budowa metodami parlamentarnymi państwa prawa ze zróżnicowaną gospodarką poprzez propagowanie idei liberalizmu i liberalnej demokracji, uznanie wielopartyjności, pluralizmu poglądów, gwarancji obywatelskich praw i swobód, odrzucenie przemocy; stworzenie sprzyjających warunków dla godnego życia każdego obywatela Republiki Białorusi, zabezpieczenia swobodnego rozwoju jego osoby w dziedzinie ekonomii, polityki i kultury. Program partii przewiduje także reformę ordynacji wyborczej i zmiany w konstytucji zgodnie z demokratycznymi standardami europejskimi.
Partia określa się mianem konstruktywnej opozycji wobec istniejących władz. W rzeczywistości jednak, bez względu na swój program, zawsze i we wszystkich kwestiach popiera decyzje prezydenta Białorusi Alaksandra Łukaszenki. Ponadto, opowiada się m.in. za uznaniem przez Białoruś niepodległości Abchazji i Osetii Południowej, a także za unią białorusko-rosyjską oraz wprowadzeniem na Białorusi rubla rosyjskiego.

### Polityka zagraniczna
Program partii uznaje za priorytet nawiązanie równoprawnych, partnerskich stosunków z sąsiadami – Rosją, Ukrainą, krajami bałtyckimi i Polską. Jednym z deklarowanych celów jest także aktywizacja stosunków Białorusi ze wszystkimi europejskimi krajami i instytucjami – Unią Europejską, OBWE, Radą Europy itd., z myślą o włączeniu kraju w ogólnoeuropejskie procesy integracyjne. Jednak w 2006 roku, w programie przedwyborczym kandydata na prezydenta Białorusi Siarhieja Hajdukiewicza, przewodniczącego partii, jako priorytet polityki zagranicznej określono integrację na przestrzeni Wspólnoty Niepodległych Państw. Z kolei w 2005 roku, Hajdukiewicz w udzielonym wywiadzie bardzo pozytywnie odniósł się do integracji Białorusi i Rosji, a także do polityki Władimira Putina.

## Historia
Partia została powołana do życia na zjeździe założycielskim, który odbył się 5 lutego 1994 w Mińsku (oficjalna rejestracja nastąpiła 24 lutego przez Ministerstwo Sprawiedliwości). Swą nazwą nawiązuje do założonej w marcu 1990 Liberalno-Demokratycznej Partii Związku Radzieckiego pod przewodnictwem Władimira Żyrinowskiego, z którą pozostaje w ścisłej współpracy (podobnie jak z innymi nacjonalistycznymi ugrupowaniami, m.in. Partią Osipowa). Białoruski odłam LDPSS działający w latach 1990–1994 opowiadał się za budową państwa z silną władzą prezydenta, pluralizmem politycznym, gospodarką rynkową oraz systemem zabezpieczeń socjalnych. W kwestiach polityki zagranicznej wypowiadał się za wielowektorowością – współpracą zarówno z Rosją, jak i Zachodem, w tym bliskimi relacjami z krajami WNP, Bliskiego Wschodu oraz Europy Środkowej. 30 września 1995 na czele LDPRB stanął Siarhiej Hajdukiewicz. Wobec rządów Aleksandra Łukaszenki partia określiła się jako tzw. konstruktywna opozycja, co zrodziło panujące do dziś przekonanie o proprezydenckim charakterze ugrupowania oraz fasadowości jego liberalno-demokratycznego programu. W 2000 LDP współzakładała blok społeczno-polityczny "Nowa Białoruś – Jedność", który wysunął kandydaturę Hajdukiewicza na urząd prezydenta Białorusi. Po raz kolejny o tę funkcję Hajdukiewicz ubiegał się w 2006.
W wyborach parlamentarnych 2000 i 2004 partia wysuwała kandydatów w 110 okręgach. W drugim przypadku mandat w okręgu październikowym Mińska wywalczył Hajdukiewicz, który w grudniu 2006 został mianowany specjalnym przedstawicielem ministra spraw zagranicznych Republiki Białorusi.
W marcu 2002 partia została zaproszona do prac Międzynarodówki Liberalnej w charakterze obserwatora.

## Struktura
Partia prowadzi działalność w Mińsku oraz we wszystkich 6 obwodach Białorusi. Przewodniczącym ugrupowania pozostaje od 1995 Hajdukiewicz, jego zastępcami są obecnie: Anatolij Chiszczenko, Sergiej Jermykin, Aleksiej Demeszko, Jewegienij Kryżanowskij i Władisław Kocarenko. Władze partii składają się z Rady Wyższej, Centralnego Komitetu oraz Komisji Rewizyjnej.